# Gouvernement de Kowno
1842–1915
Entités précédentes :
- Gouvernement de Wilna

Entités suivantes :
- Ober Ost

Le gouvernement de Kowno (ou Kovno, en russe : Ковенская губерния, en polonais : Gubernia kowieńska, en lituanien : Kauno gubernija) est une division administrative de l’Empire russe, faisant partie de la région du nord-ouest avec pour capitale la ville de Kowno (Kaunas). Créé en 1842 le gouvernement exista jusqu’en 1915 et son occupation par l’armée allemande lors de la Première Guerre mondiale.

## Histoire
Formé le 18 décembre 1842 à partir des sept ouïezds septentrionaux du gouvernement de Lituanie-Wilna (ce dernier prenant alors le nom de gouvernement de Wilna) le gouvernement de Kowno cesse de facto d’exister en 1915 quand l’armée impériale allemande occupe le territoire. Il passe alors sous le commandement du Ober Ost.

## Géographie
Le gouvernement de Kowno était bordé au nord par le gouvernement de Courlande, à l’est par celui de Vitebsk et au sud par ceux de Wilna et Suwałki. À l’ouest se trouvait la province de Prusse-Orientale (Empire allemand).
Le territoire du gouvernement de Kowno est maintenant réparti entre les régions lituaniennes de Samogitie et le nord de la Haute Lituanie, la partie la plus orientale du gouvernement se trouve dans le voblast de Vitebsk, en Biélorussie.

## Subdivisions administratives
Au début du XXe siècle le gouvernement de Kowno était divisé en 7 ouïezds aux noms dérivés des toponymes polonais plutôt que lituaniens : Wiłkomierz, Kowno, Novoaleksandrovsk, Poniewież, Rosienie, Telsze et Szawle.

## Population
En 1897 la population du gouvernement était de 1 544 600 habitants, dont 37,2 % de Lituaniens, 28,9 % de Samogitiens, 13,7 % de Juifs, 9 % de Polonais, 4,7 % de Russes et 2,4 % de Biélorusses.